# Eparchia siewierodoniecka

Eparchia siewierodoniecka na tle podziału administracyjnego UKP PM

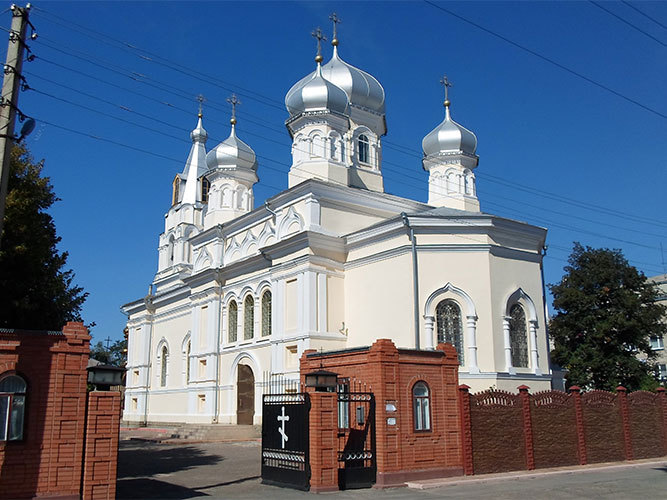
Sobór konkatedralny św. Mikołaja w Starobielsku

Eparchia siewierodoniecka – jedna z eparchii Ukraińskiego Kościoła Prawosławnego Patriarchatu Moskiewskiego. Jej obecnym ordynariuszem jest metropolita siewierodoniecki i starobielski Nikodem (Baranowski), zaś funkcję katedry pełni sobór Narodzenia Pańskiego w Siewierodoniecku.
Eparchia została wydzielona z terytorium eparchii ługańskiej decyzją Świętego Synodu Ukraińskiego Kościoła Prawosławnego z 31 maja 2007. Jurysdykcja administratury rozciąga się na miasta Lisiczańsk, Rubiżne, Siewierodonieck oraz rejony biłowodski, biłokurakyński, kremiński, markiwski, miłowski, nowopskowski, popasniański, swatowski i starobielski i trojicki.
Na terenie eparchii działają trzy klasztory: męskie – monaster św. Eliasza w  Warwarowce i monaster św. Sergiusza z Radoneża w Kremennej oraz żeński – monaster Ikony Matki Bożej „Wszystkich Strapionych Radość” w Starobielsku.

## Biskupi siewierodonieccy
- Serafin (Zaliznicki), 2007[2]
- Pantelejmon (Baszczuk), 2007[2]
- Hilary (Szyszkowski), 2007[4]
- Agapit (Bewcyk), 2007–2012[5]
- Pantelejmon (Poworozniuk), 2012–2013[6]
- Nikodem (Baranowski), od 2013[7]